# Siula Grande

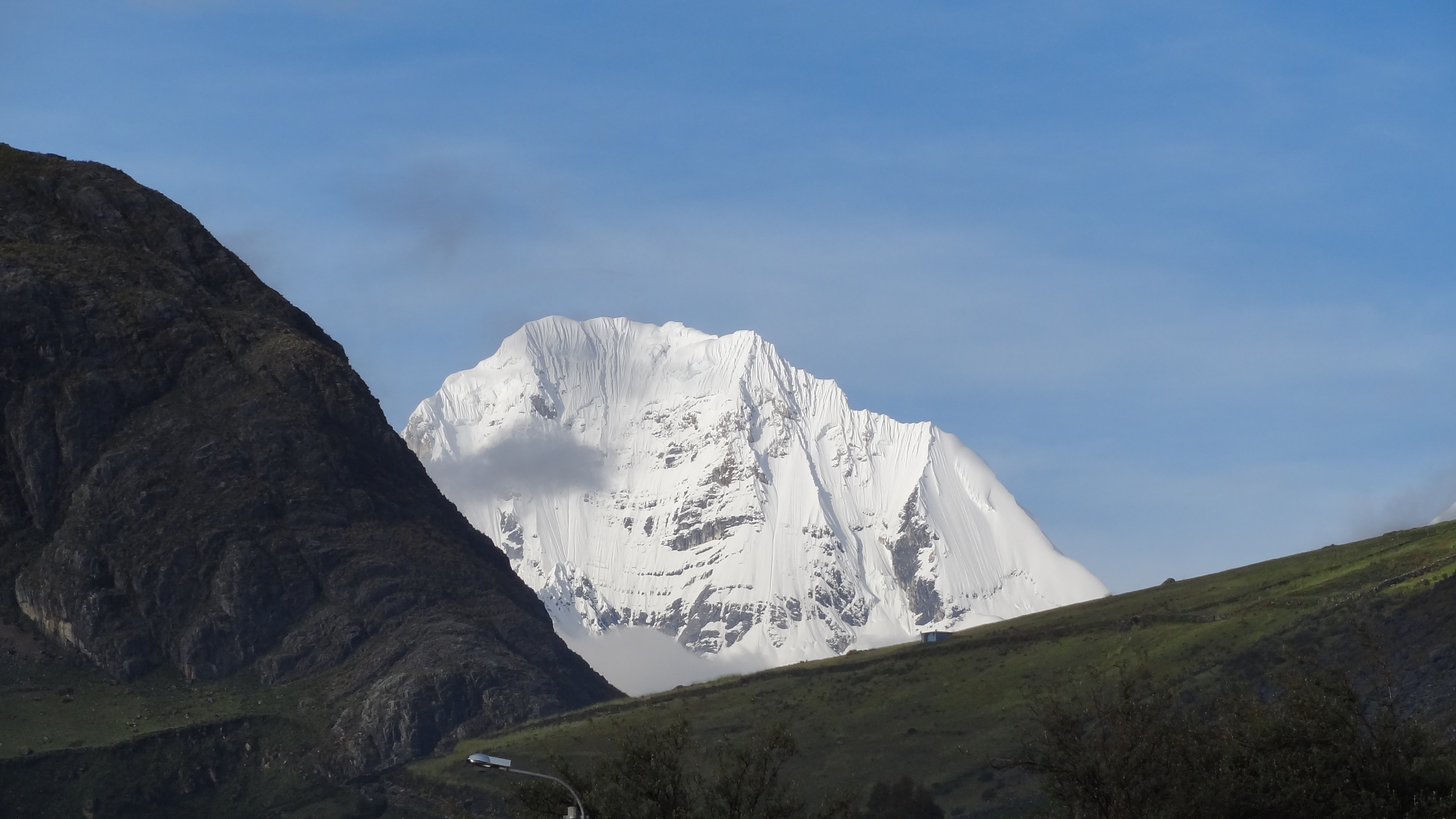
Vista de Siula Grande em Queropalca

Siula Grande é um pico da cordilheira dos Andes localizado entre as regiões de Lima e Huánuco no Peru a 6345 metros de altitude.